# فيستبي
فيستبي (بالنرويجية: Vestby)‏ بلدية في مقاطعة آكرشوس بالنرويج وهي جزء من منطقة فولو التاريخية. المقر الإداري للبلدية هو قرية فيستبي.

## التسمية
سميت البلدية نسبة إلى مزرعة فيستبي (باللغة النوردية القديمة: فيستبير) لأن أول كنيسة بينت هناك. الجزء الأول من الاسم «فيستر» يعني الغرب أما الجزء الأخير «بير» فيعني المزرعة. المزارع المجاورة تحمل أسماء «أوستبي» المزرعة الشرقية، «سوننبي» المزرعة الجنوبية، «نوردبي» المزرعة الشمالية وعلى الأغلب فإنها جميعا كانت جزءا من مزرعة أكبر اسمها غير معروف.

## شعار النبالة
شعار النبالة اعتمد سنة 1982 وهو من تصميم بيورن لينيستاد. الشعار يصور ثلاث صلبان ذهبية مع خلفية حمراء ترمز للأبشريات الثلاث الموجودة في البلدية: فيستبي، غاردر وسونر. ويمكن أيضا أن ترمز للمرافئ الطبيعية الثلاث الموجودة في المنطقة: إيميرستاد، كيورفانغن وسونسكيلان.

## التاريخ
الأبحاث الأثرية التي أجريت في هولن أثبتت أن المنطقة كانت مأهولة منذ 2400 قبل الميلاد. يوجد العديد من المواقع الأثرية في المنطقة مثل تلك العائدة للعصر البرونزي.
خلال القرن الـ17 أصبحت هولن معروفة بصناعة الأخشاب. منذ عصر النهضة ولغاية القرن الـ18 لعب ميناء سون دورا هاما في المنطقة.
خلال أربعينيات القرن العشرين هاجر العديد من النرويجيين إلى أمريكا واستقروا من منطقة تسمى اليوم بمدينة ويستبي بولاية ويسكونسن (سميت نسبة لمحارب الحرب الأهلية الأمريكية أولي تـ.ويستي). لازالت المدينة لحد الآن تتميز بأغلبية سكانية ذات أصول نرويجية.
أسست بلدية فيستبي سنة 1838. تم ضم كل من هولن وسون لفيستبي لتشكل بلدية واحدة (على التوالي في أعوام 1943 و1964).

## الجغرافيا
تضم فيستبي كل من قرى فيستبي، هولن، هفيتستن، غاردر وسون. من المناطق الحضرية التي ظهرت حديثا: راندم، بيبرستاد سكوغ وسول سكوغ. راندم تقع في الجزء الشمالي من مقر البلدية وتوجد فيها منطقة صناعية. أما بيبرستاد فتقع في الجزء الجنوبي الغربي ويصلها بمقر البلدية الطريق رقم 155. في حين تقع سولا سكوغ في الجزء الغربي. قرية فيستبي تحصي 5,424 نسمة (عام 2006). عدد السكان الإجمالي يقدر بحوالي 13,000 نسمة.

## المجموعات العرقية
عدد الأقليات (الجيل الأول والثاني) في فيستبي (2015):
| الموطن الأصلي | العدد |
| ------------- | ----- |
| بولندا        | 267   |
| السويد        | 188   |
| الصومال       | 146   |
| الدنمارك      | 122   |
| ألمانيا       | 114   |
| العراق        | 107   |
| الفلبين       | 89    |
| كوسوفو        | 88    |

## اتفاقيات التوأمة
فيستبي لديها اتفاقيات توأمة:
- فارا، مقاطعة فسترا يوتالاند، السويد.[9]

## روابط خارجية
- معلومات حول البلدية في موقع الإحصاءات النرويجي.